# شپرون

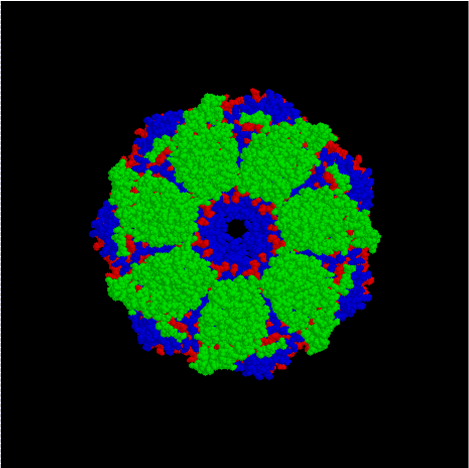
نمایی از یک کمپلکس پروتئینی شپرون در باکتری (از بالا)

شَپرون (انگلیسی: Chaperone) یا یاره، به پروتئین‌هایی گفته می‌شود، که کارشان کمک به «تاشدگی کووالانسی» یا «بازشدن» یا «ساخت و هم‌گذاری» و همچنین «جداسازی و تجزیهٔ» ساختارهای اَبَرملکولی دیگر است.
این پروتئین‌ها، هرجا که ملکول‌های بزرگ دیگر حضور دارند و کار تاشدگی و ساخت‌شان به‌درستی انجام شده‌است، دیده می‌شوند و وظیفهٔ اصلی‌شان نظارت و کنترل بر همین تاشدگی پروتئین است.
نخستین پروتئین‌هایی که شَپرون نامیده شدند، آنهایی بودند که در ساخت نوکلئوزوم از پیچش‌های هیستونی و دی‌ان‌ای، به‌ویژه در هسته یاخته شرکت داشتند که کارشان کنترل هم‌گذاری و ساختِ زیر واحدهای تاشده به ساختارهای اُلیگومریک است.